# 新西蘭電視台
紐西蘭電視台（英語： / 毛利語：，通稱），是一個覆蓋新西蘭及部分太平洋島國的無線電視網。目前該電視網旗下頻道為免費接收並由商業廣告資助。
紐西蘭電視台成立於1980年2月，由紐西蘭政府所有的兩個電視網電視一台和南太平洋電視台合併而成，目前統一歸紐西蘭電視有限公司管理。它曾經是紐西蘭唯一的電視廣播機構，直至私營電視台電視三台在1989年成立。
紐西蘭電視台的電視節目多在其位於奧克蘭總部的工作室製作，然後通過科迪亞公司（Kordia）的光纖或微波網絡進行廣播；同時也會通過布萊克維基於阿卡邁RTMP / HLSDNS緩存網絡服務的新媒體視頻平台進行流媒體播出。紐西蘭電視臺曾經擁有的電視頻道還包括TVNZ兒童地帶（2016年4月30日關台）、TVNZ中心頻道（2015年5月31日關台）、TVNZ U頻道（2013年8月關台）、TVNZ第七台（2012年6月關台）、TVNZ第六台（2011年關台）和TVNZ體育特別台（2009年關台）。
紐西蘭電視有限公司雖然是國有企業，但其所有的紐西蘭電視臺卻接受商業廣告。因此有關紐西蘭電視有限公司的定位以及紐西蘭電視臺是應該歸類公共廣播機構還是完全的商業廣播公司而存在爭議。

## 歷史沿革
| 所有者   | 頻道 年份 | 1        | 2              | 6          | 7              | 11         | 12           | 13 | 14 | 18 | 20 | Sky 17 | Sky 46 |
| -------- | --------- | -------- | -------------- | ---------- | -------------- | ---------- | ------------ | -- | -- | -- | -- | ------ | ------ |
| 前身時期 | 1960年    | NZBC電視 |                |            |                |            |              |    |    |    |    |        |        |
| 前身時期 | 1975年    | 電視一台 | 電視二台       |            |                |            |              |    |    |    |    |        |        |
| 前身時期 | 1976年    | 電視一台 | 南太平洋電視台 |            |                |            |              |    |    |    |    |        |        |
| TVNZ     | 1980年    | 電視一台 | 電視二台       |            |                |            |              |    |    |    |    |        |        |
| TVNZ     | 1989年    | 電視一台 | 第二頻道       |            |                |            |              |    |    |    |    |        |        |
| TVNZ     | 1995年    | 電視一台 | 電視二台       |            |                |            |              |    |    |    |    |        |        |
| TVNZ     | 2007年    | 電視一台 | 電視二台       | TVNZ第六台 | TVNZ體育特別台 |            |              |    |    |    |    |        |        |
| TVNZ     | 2008年    | 電視一台 | 電視二台       | TVNZ第六台 | TVNZ體育特別台 | TVNZ第七台 |              |    |    |    |    |        |        |
| TVNZ     | 2010年    | 電視一台 | 電視二台       | TVNZ第六台 |                | TVNZ第七台 | TVNZ中心頻道 |    |    |    |    |        |        |

### 出典
1. 1 2 3 4  . 紐西蘭政府. 2023-08-22  [2023-12-09]. （原始内容存档于2023-07-22）.
2. 1 2 3 4 5  :19 (PDF). 新西蘭電視有限公司. 2023-06-30  [2023-12-09]. （原始内容存档 (PDF)于2023-12-26）.
3. ↑  . 紐西蘭政府. 2021-10-28  [2023-12-09]. （原始内容存档于2023-04-18）.
4. ↑  Jane Patterson. . 紐西蘭先驅報. 2019-11-14  [2023-12-09]. （原始内容存档于2021-10-26）.

## 外部連接
- 官方网站（英文）
- TVNZ的X（前Twitter）
- TVNZ的Facebook專頁
- TVNZ的Instagram帳戶
- YouTube上的TVNZ頻道
- TVNZ的TikTok